# Šilovo (Lebane)
Pour les articles homonymes, voir Šilovo.
Šilovo (en serbe cyrillique : Шилово) est un village de Serbie situé dans la municipalité de Lebane, district de Jablanica. Au recensement de 2011, il comptait 409 habitants.

## Démographie
| 1948  | 1953  | 1961  | 1971 | 1981 | 1991 | 2002 | 2011 |
| ----- | ----- | ----- | ---- | ---- | ---- | ---- | ---- |
| 1 024 | 1 105 | 1 064 | 933  | 776  | 650  | 521  | 409  |

|  |